# Sloveniens Blatt
Sloveniens Blatt, časopis v nemškem jeziku, izhajal v Novem mestu od 4.7.- 29.12.1848, pri gospe Mariji Tandler.

## Opis
Sloveniens Blatt je izhajal od 4. julija do 29. decembra 1848. Izdajal ga je ozek krog pripadnikov revolucije po 1948. Urednik časopisa je bil Franc Polak, uradnik novomeškega okrajnega urada. 
Časopis je izhajal v nemškem jeziku. Velik razlog za to so bile terminološke težave, saj se je odgovarjajoče izrazoslovje v slovenskem jeziku šele oblikovalo. 
Značilni za Sloveniens Blatt so dolgi teoretični članki, ki se nadaljujejo čez več številk. Avtoriji so ideje za članke našli v ljubljanskih, graških, dunajskih in praških častnikih. Največ člankov je bilo od urednika Franca Polaka, ki je nedosledno spremljal domače in lokalne dogodke, veliko pozornost pa je posvečal tudi globalnim temam, npr. revolucija kot družben pojav, gospodarska in socialna vprašanja, možnosti preureditve monarhije.